# Crotalinae
Los crotalinos o crótalos (Crotalinae) son una subfamilia de serpientes venenosas integrada por varios géneros extendidas principalmente por América, con algunas especies en Asia. Su nombre común, víboras de foseta, hace referencia a que poseen una foseta loreal, un orificio a cada lado de la cabeza entre el ojo y el orificio nasal; se trata de un órgano termorreceptor muy sensible a las variaciones de temperatura que sirve para detectar las presas de sangre caliente.
En la actualidad, se conocen 18 géneros y 151 especies: 7 géneros y 54 especies en el Viejo Mundo, en contra de una mayor diversidad de 11 géneros y 97 especies en el Nuevo Mundo. Se incluyen también los vipéridos que solo se encuentran en América. Los grupos de serpientes representadas aquí incluyen serpientes de cascabel, puntas de lanza, así como el Trimeresurus en Asia. El género tipo de esta subfamilia es Crotalus, cuyo especie tipo es la cascabel de madera, C. horridus.

## Descripción
Estas serpientes varían en tamaño desde pequeña víbora Hypnale hypnale, que solo alcanza un tamaño de 30-45cm, hasta la serpiente de cascabel muda (Lachesis muta) que puede llegar a medir 3,65 m, siendo la víbora más larga del mundo.

## Distribución geográfica
Esta familia de serpientes se encuentra en el Viejo Mundo, desde el este de Europa hacia el este a través de Asia hasta Japón, Taiwán, Indonesia, India y Sri Lanka. En América se extienden desde el sur de Canadá hacia el sur, por América Central hasta el sur de Sudamérica.

## Hábitat
Se trata de un grupo muy versátil, cuyos miembros se encuentran en hábitats muy distintos, que van desde desiertos (por ejemplo, el crótalo cornudo, Crotalus cerastes) a selvas (por ejemplo, la cascabel muda, Lachesis muta ). Pueden ser arbóreas o terrestres, y también existe una especie semi-acuática: el mocasín (Agkistrodon piscivorus ). 
El récord altitudial es compartido por Crotalus triseriatus en México y Gloydius strauchi en China, que ambos fueron encontrados por encima de la línea de árboles a una altitud de más de 4,000 m s. n. m.

## Comportamiento
Aunque algunas especies son muy activas durante el día, como Trimeresurus trigonocephalus , una víbora endémica de Sri Lanka, la mayoría son nocturnas, prefiriendo evitar las temperaturas altas durante el día, y cazan cuando sus presas favoritas también están activas. Se cree que las fosetas loreales de estas serpientes también pueden servir para localizar zonas más frescas en la que puedan descansar.

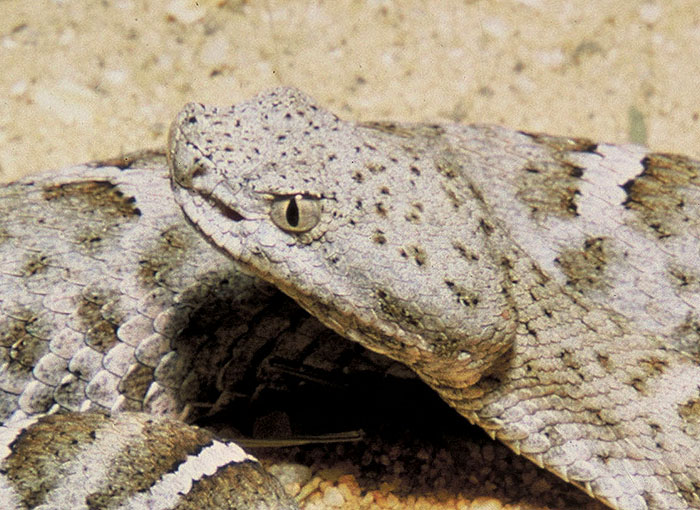
Crotalus willardi obscurus. La foseta loreal es bien visible entre el ojo y el orificio del hocico.

Como depredadores de emboscada, los crotalinos generalmente esperan con paciencia hasta que alguna de sus presas pase dentro de su rango. Al menos una especie, la arbórea Gloydius shedaoensis de China, es conocida por seleccionar un lugar de emboscada específico y regresar a él todos los años a tiempo para la migración de primavera de las aves. Los estudios han indicado que estas serpientes aprenden a mejorar su precisión de ataque con el tiempo.
En zonas templadas, muchas especies (por ejemplo, la mayoría de las serpientes de cascabel) se congregan en un lugar protegido para pasar el invierno (ver hibernación) juntos. Las serpientes se benefician de la producción combinada de calor. Sin embargo, algunas especies no congregan de esta manera, como por ejemplo la Agkistrodon contortrix, o Crotalus scutulatus. 
Al igual que la mayoría de las serpientes, los crotalinos prefieren evitar una confrontación con seres humanos, y solo atacan cuando se sienten acorralados o amenazados.

## Reproducción
Casi todos los crotalinos son ovovivíparos, es decir, las hembras dan a luz a crías vivas. Entre las excepciones ovíparas (puesta de huevos) se encuentran géneros de víboras como Lachesis, Calloselasma, y algunos especies del género Trimeresurus. Se cree que todos los crotalinos que ponen huevos también cuidan sus huevos.
El tamaño de las camadas puede variar de dos para especies muy pequeñas, a 86 Bothrops atrox que representa una de las especies más prolíficas de todas las serpientes vivíparas. Muchas crías de crotalinos tienen colas de colores brillantes que contrastan dramáticamente con el resto de su cuerpo. Estas colas se utilizan para un comportamiento conocido como atracción caudal, en que las crías atraen a sus presas con el movimiento ondulante de su cola.

## Géneros
| Género          | Autor taxón                | Especies | Subesp.* | Nombre común                         | Distribución geográfica |
| --------------- | -------------------------- | -------- | -------- | ------------------------------------ | --- |
| Agkistrodon     | Palisot de Beauvois, 1799  | 3        | 9        | Cantiles                             | Norteamérica en el noreste y el centro de EE. UU. hacia el sur peninsular a través de Florida y el suroeste de Texas. En América Central en la Vertiente del Atlántico a partir de Tamaulipas y Nuevo León hacia el sur hasta la Península de Yucatán, Belice y Guatemala. A lo largo de la planicie costera y la bocacosta del Pacífico desde el sur Sonora a través de Guatemala, El Salvador, Honduras y Nicaragua hasta el noroeste de Costa Rica. |
| Atropoides      | Werman, 1992               | 3        | 2        | Manos de piedra, Nauyacas saltadoras | En la vertiente del Atlántico, las montañas del este de México hacia las tierras bajas en el sureste, a través de América Central hasta el centro de Panamá. En la vertiente del Pacífico, ocurren en poblaciones aisladas en el centro-este y sur de México, Guatemala, El Salvador, Costa Rica y Panamá. |
| Bothriechis     | Peters, 1859               | 7        | 0        | Víboras de pestañas                  | El sur de México (sureste de Oaxaca y las montañas del norte de Chiapas), a través de Centroamérica hasta el norte de Sudamérica (Colombia, al oeste de Venezuela, Ecuador y el norte de Perú. |
| Bothriopsis     | Peters, 1861               | 7        | 2        |                                      | Oriente de Panamá y la mayor parte del norte de América del Sur, incluyendo las tierras bajas del Pacífico de Colombia y Ecuador, la Cordillera de los Andes de Venezuela y Colombia a Bolivia, el Cuenca Amazónica y los bosques atlánticos de Brasil. |
| Bothrocophias   | Gutberlet & Campbell, 2001 | 4        | 1        |                                      | Sudamérica. |
| Bothrops        | Wagler, 1824               | 32       | 11       | Punta de lanza                       | El noreste de México (Tamaulipas) hacia el sur a través de América Central y del Sur a Argentina, Santa Lucía y Martinica en las Antillas Menores, Ilha da Queimada Grande en Brasil. |
| Calloselasma    | Cope, 1860                 | 1        | 0        |                                      | El sudeste asiático de Tailandia hasta el norte de Malasia y Java, Indonesia. |
| Cerrophidion    | Campbell & Lamar, 1992     | 5        | 0        |                                      | El sur de México (altiplano de Guerrero y el sureste de Oaxaca), hacia el sur a través de las tierras altas de Centroamérica (Guatemala, El Salvador, Honduras, el norte de Nicaragua, Costa Rica) hasta el oeste de Panamá. |
| CrotalusT       | Linnaeus, 1758             | 29       | 42       | Serpientes de cascabel               | América, desde el sur de Canadá al norte de Argentina. |
| Deinagkistrodon | Gloyd, 1979                | 1        | 0        |                                      | Sudeste asiático. |
| Gloydius        | Hoge & Romano-Hoge, 1981   | 9        | 9        |                                      | Rusia, al este de los montes Urales a Siberia, Irán, el Himalaya de Pakistán, India, Nepal y China, Corea, Japón y las Islas Ryukyu. |
| Hypnale         | Fitzinger, 1843            | 3        | 0        |                                      | Sri Lanka y India. |
| Lachesis        | Daudin, 1803               | 3        | 1        | Cascabel muda, shushupe.             | América Central y América del Sur. |
| Ophryacus       | Cope, 1887                 | 2        | 0        |                                      | México. |
| Ovophis         | Burger, 1981               | 3        | 4        |                                      | Nepal y Assam hacia el este a través de Birmania, Camboya, Tailandia, Laos, Vietnam, oeste de Malasia, Taiwán, Japón (Okinawa) e Indonesia (Sumatra y Borneo). |
| Porthidium      | Cope, 1871                 | 7        | 3        | nauyaca-nariz de cerdo.              | México (Colima, Oaxaca y Chiapas en el lado del Pacífico, la Península de Yucatán en el lado Atlántico) hacia el sur a través de Centroamérica hasta el norte de América del Sur (Ecuador, en las tierras bajas del Pacífico, el norte de Venezuela en las tierras bajas del Atlántico). |
| Sinovipera      | Guo & Wang, 2011           | 1        | 0        |                                      | El sudoeste de China. |
| Sistrurus       | Garman, 1883               | 3        | 6        | cascabel pigmea                      | El sudeste de Canadá, el este y el noroeste de EE. UU., así como poblaciones aisladas en el norte y centro de México. |
| Trimeresurus    | Lacépède, 1804             | 35       | 12       |                                      | Sureste de Asia desde la India hasta el sur de China y Japón, y el archipiélago malayo a Timor. |
| Tropidolaemus   | Wagler, 1830               | 5        | 0        |                                      | Sur de la India y el sudeste asiático. |

*) No incluye subespecies nominales.

T) Género tipo.